# Charte de Biderman de la torture psychologique

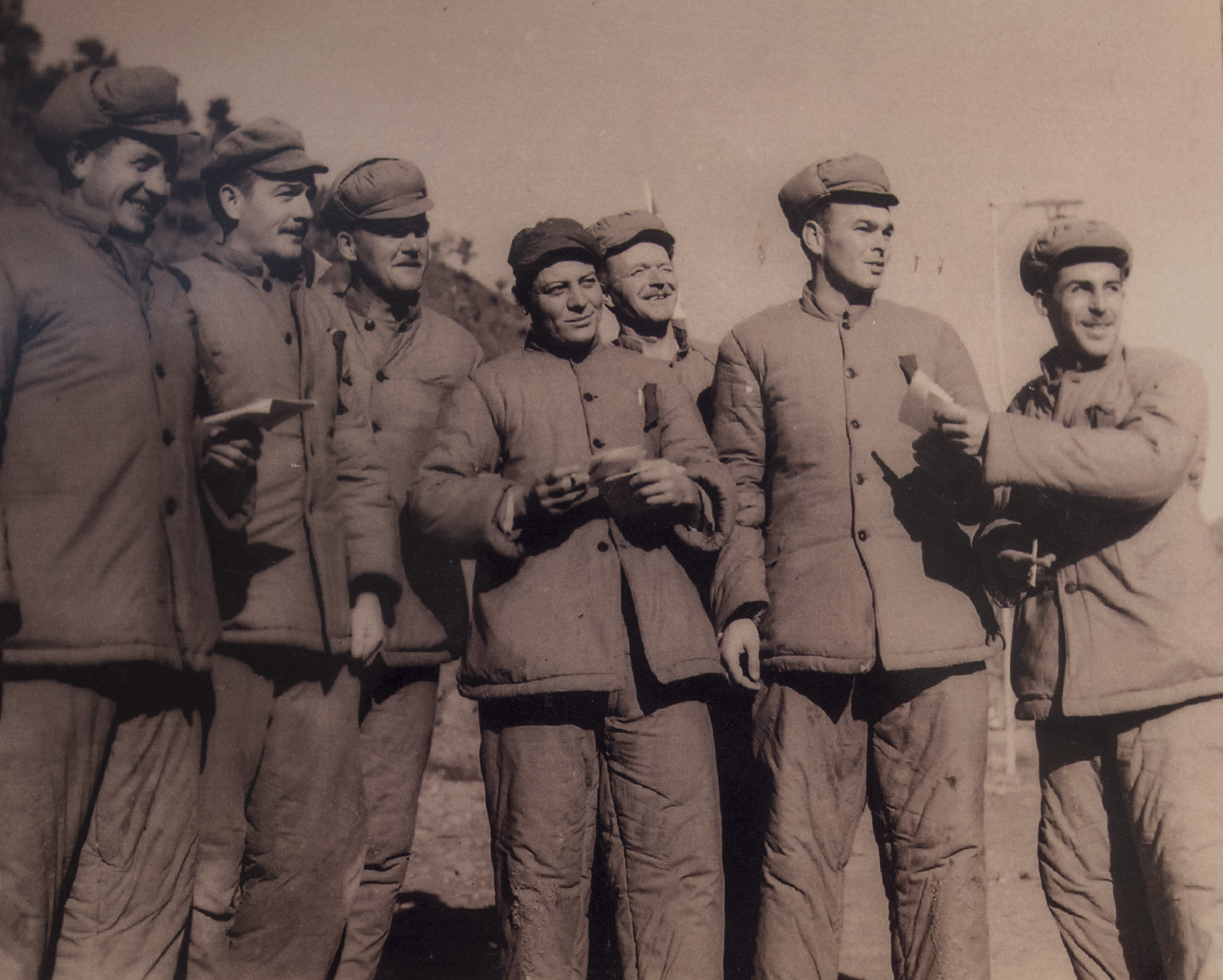
La charte de Biderman de la torture psychologique est issue de l'étude d'Albert Biderman sur les méthodes utilisées par l'armée chinoise sur des prisonniers américains pendant la guerre de Corée.

La charte de Biderman de la torture psychologique, également appelé principes de Biderman, est un tableau élaboré par le sociologue Albert Biderman en 1957 pour illustrer les méthodes de torture chinoises et coréennes sur les prisonniers de guerre américains pendant la guerre de Corée. Ce tableau répertorie huit principes généraux et chronologiques de torture qui peuvent briser psychologiquement un individu.
Malgré les origines de la charte à l'époque de la guerre froide, l'organisation non gouvernementale Amnesty International a déclaré que ce tableau contient  les « outils universels de la torture et de la coercition ». Au début des années 2000, ce tableau a été utilisé par des interrogateurs américains au camp de détention de Guantanamo Bay à Cuba. Elle a également été utilisée pour analyser les abus psychologiques commis par les auteurs de violence domestique.

## Origine
« Probablement aucun autre aspect du communisme ne révèle plus profondément son manque de respect pour la vérité et les individus que son recours à ces techniques ». Albert Biderman.
Albert D. Biderman, un spécialiste des sciences sociales de l'US Air Force, a été chargé de rechercher pourquoi de nombreux prisonniers de guerre américains capturés par les forces communistes pendant la guerre de Corée coopéraient. Après des entretiens approfondis avec des prisonniers renvoyés aux États-Unis, Biderman conclut qu'il y a trois éléments principaux constitutifs du contrôle coercitif utilisé par les interrogateurs communistes : « la dépendance, la débilité et la terreur ». Biderman a résumé ses conclusions dans un tableau publié pour la première fois dans l'article "Communist Attempts to Elicit False Confessions From Air Force Prisoners of War" (tentatives communistes pour obtenir de fausses confessions des prisonniers de guerre de l'armée de l'air) dans le numéro de 1957 du Bulletin de l'Académie de médecine de New York . L'article présentait une analyse des méthodes de torture psychologique, plutôt que physiques, utilisées pour contraindre à la divulgation d'information et aux faux aveux,.
Le psychiatre Robert Jay Lifton a mené des recherches similaires sur les mêmes méthodes communistes chinoises ; inventant le terme « réforme de la pensée » (maintenant connu sous le nom de « lavage de cerveau ») pour les décrire dans le même numéro du Bulletin.

## Méthodes de coercition
Le tableau comprend les méthodes de coercition suivantes, :
1. isoler la victime : priver la personne des soutiens et liens sociaux qui lui donneraient la capacité de résister. Développer chez la victime une inquiétude intense à propos d’elle-même. Rendre la victime dépendante de l’autorité ;
2. monopoliser la perception : fixer l’attention de la victime sur une situation difficile et urgente, forcer son introspection. Éliminer les informations pouvant contredire celles de l’autorité. Punir toutes les actions d'insoumission ;
3. induire l'épuisement : affaiblir la volonté de résistance, qu'elle soit physique ou mentale ;
4. présenter des menaces : cultiver l’anxiété, le stress et le désespoir ;
5. montrer des indulgences occasionnelles : procurer une motivation à respecter les ordres, à obéir, et à se soumettre. Empêcher également ainsi l’accoutumance aux privations imposées ;
6. démontrer la toute-puissance du pouvoir : suggérer l’inutilité et la futilité de la résistance à l'autorité ;
7. dégrader la victime : faire apparaître le prix de sa résistance comme plus dommageable que sa capitulation pour l’estime de soi. Réduire la victime au niveau de la survie animale ;
8. exiger des actions stupides et insensées : développer les habitudes de soumission à l'autorité, même pour des ordres totalement stupides, inutiles et infondés. Briser le libre arbitre et les capacités de jugement de la victime.

## Utilisations ultérieures

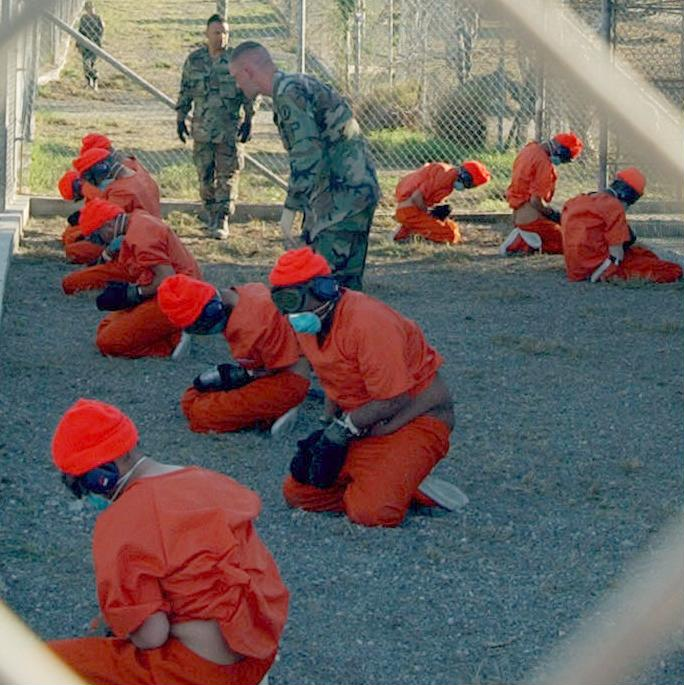
La charte de Biderman a été utilisée par des interrogateurs américains pour administrer le camp de détention de Guantanamo Bay au début des années 2000.

Dans un rapport de 1973 sur la torture, Amnesty International a déclaré que le tableau de la coercition de Biderman contenait les « outils universels de la torture et de la coercition ».
En 2002, des entraîneurs militaires américains ont offert un cours de formation complet aux interrogateurs du camp de détention de Guantanamo Bay sur la base du tableau de Biderman. Des documents révélés aux enquêteurs du Congrès Américain en 2008 ont révélé les méthodes d'interrogatoire dans le camp. The New York Times a été le premier grand journal à reconnaître que les méthodes étaient presque textuellement celles contenues dans le graphique de Biderman. 
La charte de Biderman a également été appliquée à la violence familiale, beaucoup d'analystes notant que les méthodes psychologiques utilisées par les partenaires violents sont presque identiques à celles du tableau.